# Ira Hayes
Ira Hamilton Hayes (12 de enero de 1923-24 de enero de 1955) fue un soldado estadounidense de origen pima, uno de los cinco marines —el sexto hombre era un médico de la Armada estadounidense— que se hicieron famosos al ser captados en la fotografía Alzando la bandera en Iwo Jima, durante la Segunda Guerra Mundial.

## Biografía
Hayes o Jefe Nube Caída era un indio pima nacido en la reserva del río Gila, en Sacaton, Arizona. En 1942 dejó la escuela para unirse en el Cuerpo de Marines de los Estados Unidos, donde fue capacitado y más tarde enviado a la isla de Iwo Jima, donde participó en la invasión del lugar. Cuatro días después de su arribo, Hayes junto con 4 marines y un sanitario de la Armada subieron a la cima del Monte Suribachi con la finalidad de reemplazar una bandera de los Estados Unidos en la cima. El momento fue plasmado por Joe Rosenthal, fotógrafo de guerra de Associated Press. 
Después de la publicación de la fotografía, el presidente Franklin D. Roosevelt ordenó que los sobrevivientes a la batalla que habían aparecido en la fotografía regresaran al país con la finalidad de patrocinar una colecta de bonos de guerra.
Posterior a la guerra tuvo una vida marcada por el abuso del alcohol. Aunque tuvo una efímera fama e incluso apareció en la película de John Wayne Arenas de Iwo Jima, vivió con la culpa de haber sobrevivido a la guerra. Fue arrestado quince veces hasta su muerte, a los 32 años de edad. 
En su honor se filmó la película biográfica de 1961 El sexto héroe (The Outsider) con Tony Curtis como protagonista. El cantante Pete Seeger compuso una canción en su honor, The Ballad of Ira Hayes («la balada de Ira Hayes»), que fue versionada por numerosos otros cantantes, entre ellos Johnny Cash y Bob Dylan.
Asimismo Hayes fue interpretado por Adam Beach en la película de 2006 Banderas de nuestros padres, dirigida por Clint Eastwood.